# Ceratophysella yakushimana
Ceratophysella yakushimana är en urinsektsart som beskrevs av Riozo Yosii 1965. Ceratophysella yakushimana ingår i släktet Ceratophysella och familjen Hypogastruridae. Inga underarter finns listade i Catalogue of Life.